# Dobiegniew (imię)
Dobiegniew – staropolskie imię męskie, złożone z członów Dobie- ("stosowny, zdatny", "waleczny, dzielny") oraz -gniew. Mogło oznaczać "ten, którego gniew jest zawsze proporcjonalny do sytuacji".
Dobiegniew imieniny obchodzi 20 stycznia i 30 stycznia.